# Palaeoleptoneta calcar
Espèce
Palaeoleptoneta calcar est une espèce fossile d'araignées aranéomorphes de la famille des Leptonetidae.

## Distribution
Cette espèce a été découverte dans de l'ambre de Birmanie. Elle date du Crétacé.

## Publication originale
- Wunderlich, 2012 : On the fossil spider (Araneae) fauna in Cretaceous ambers, with descriptions of new taxa from Myanmar (Burma) and Jordan, and on the relationships of the superfamily Leptonetoidea. Beiträge zur Araneologie, vol. 7, p. 157–232 (en).